# Aurostibite
L'aurostibite è un minerale.